# Apollinaire Malu Malu
L'abbé Apollinaire Malu Malu Muholongu, né le 22 juillet 1961 à Muhangi (territoire de Lubero) et mort le 30 juin 2016 à Dallas (Texas), est un prêtre catholique, un militant et un homme d’État de la République démocratique du Congo. Il était président de la Commission électorale nationale indépendante pendant l'élection présidentielle de 2006 en République démocratique du Congo puis entre juin 2013 et octobre 2015.
Il a été vice-président et président du forum des commissions électorales de la Communauté de Développement de l'Afrique Australe (SADC) et a joué un rôle majeur dans d'autres réseaux électoraux africains. Malumalu a contribué à la création de plusieurs institutions d'appui aux élections à l'échelle nationale et internationale, dont le Réseau des compétences électorales francophones (RECEF).
Il a également été cofondateur avec Fabio Bargiacchi du Centre Européen d'Appui Électoral (en) (ECES) et premier président]

## Biographie
Originaire du Nord-Kivu, Apollinaire Malu Malu appartient à l’ethnie Nande. Il obtiendra un doctorat en sciences politiques à l’université de Grenoble-II (université Pierre-Mendès-France) en 1998, ainsi que plus tard une maîtrise en sciences des droits de l’homme, et un diplôme d’études approfondies en sciences politiques, en philosophie et en théologie à Lyon.
Entre 1993 et 1996, il est curé de la paroisse de Monestier-de-Clermont, dans le diocèse de Grenoble.
En 1997, il revient en RDC, où il occupera la fonction de vice-recteur puis de recteur à l’université catholique du Graben à Butembo. Il y est également président du Consortium agriculture urbaine de la Ville.
En 2003, il est nommé Expert au Service présidentiel d'études stratégiques attaché au Cabinet du Président de la République Joseph Kabila. 
En 2003, il est nommé à la tête de la Commission électorale indépendante, chargé de superviser l’enrôlement des électeurs et de l’organisation des différentes élections devant se tenir en RDC  en 2005 et 2006.

Fin 2007, il est notamment chargé des travaux préparatoires de la Conférence de Goma en vue d'une issue à la guerre du Kivu.
Le 20 mars 2008, il reçoit un doctorat honoris causa de l'université de Liège pour avoir réussi à organiser des élections en République démocratique du Congo, qui était alors un pays très instable politiquement parlant.
En décembre 2008, il a été l'un des trois candidats au Prix Sakharov du Parlement européen qui récompense des personnes et des groupes de personnes qui ont consacré leur vie à la défense des droits de l'homme et de la liberté d'expression. Les autres candidats étaient les dissidents chinois et biélorusse Hu Jia et Alexandre Kozouline. Le Prix a été décerné à Hu Jia .

Malu-Malu, s'est associé à Fabio Bargiacchi, l'un des experts les plus éminents au niveau mondial dans le domaine du l'assistance électoral financé par l'Union européenne, pour créer le Centre Européen d'Appui Électoral (ECES). Il s'agissait de suivre l'idée de créer une fondation européenne à but non lucratif chargée de fournir de l'appui électoral par le biais de projets financés par l'Union Européenne et de suivre les valeurs et les politiques européennes tout en tenant compte des points de vue et aspirations des pays bénéficiaires, partenaires de l'UE pour la mise en œuvre des recommandations émises par les Missions d'Observation Electorale de l'UE.  
M. Malu-Malu a été le premier président du conseil d'administration d'ECES, poste qu'il a occupé jusqu'en juin 2013, date à laquelle il a été renommé président de la Commission électorale de la RDC avant sa démission en 2015 pour raison de santé et sa mort en 2016.

En 2011, le Comité permanent des évêques membres de la Conférence épiscopale nationale du Congo (CENCO) nomme l'abbé Malu-Malu, ancien président de la Commission Électorale Indépendante, directeur général de l'Institut Panafricain Cardinal Martino pour l'enseignement social de l'Église. L'Institut a été fondé en 2009 pour fonctionner au sein de l'université catholique du Congo.
Malu-Malu a également fondé l'Ecole de Formation Electorale en Afrique Centrale (EFEAC), qui a pour objectif de contribuer à la consolidation de la démocratie et de la bonne gouvernance en Afrique à travers la professionnalisation de l'administration électorale et des acteurs électoraux en général.
En 2014, il a été nommé secrétaire du Réseau du Savoir Électoral de l'Afrique Centrale (RESEAC) et membre de l'Assemblée du RESEAC, un organe composé d'administrations électorales de 10 pays de l'Afrique centrale. Malu Malu souhaitait que le RESEAC soit conforme à la Charte africaine de la Démocratie, des Élections et de la Gouvernance ainsi qu'à d'autres instruments juridiques régionaux afin de mobiliser des actions synergiques pour réaliser l'unité électorale de la Communauté économique des États de l'Afrique Centrale (CEEAC).

En octobre 2015, il démissionne de la présidence de la Céni pour « raisons de santé ».

Le 1er juin 2016,  François Balumuene, l’ambassadeur congolais aux États-Unis annonce sa mort mais cette assertion est démentie du côté du gouvernement qui parle de « mort cérébrale » et affirme que son cœur bat encore. Le 15 juin 2016, Corneille Nangaa qui est le successeur de Malu Malu à la tête de la Ceni, a rendu visite à ce dernier et affirme qu’il est en vie, dans un état de santé critique et stable,. Le 1er juillet 2016, Sikuli Paluku Melchisédech (de), évêque du diocèse de Butembo-Beni où il était incardiné, annonce sa mort la veille à Dallas, aux États-Unis . 
Le porte-parole du gouvernement congolais, Lambert Mende, déplore le décès d’« un homme de grande vision qui a servi notre peuple, jusqu’au bout de ses forces, à la tête de la Commission électorale nationale indépendante ».

## Œuvres
- De la responsabilité dans l'"Homme révolté" de Camus, université catholique de Lyon, 1991, 87 p. (mémoire de maîtrise de Philosophie,  www.sudoc.abes.fr)
- Recours à l'authenticité et légitimité politique au Zaïre sous la deuxième république (1965-1990), IEP de Grenoble, 1992, 193 p. (mémoire de DEA d'Études politiques, www.sudoc.abes.fr)
- L'économie du pouvoir dans l’espace traditionnel Nande, Grenoble, 1992 (?)
- La politique de recours à l'authenticité au Congo-Zaïre sous le régime Mobutu (1965-1997), université de Grenoble 2, 1999, 595 p. (thèse de doctorat de Science politique, www.sudoc.abes.fr)